# Oblast Dnipropetrowsk
Die Oblast Dnipropetrowsk (ukrainisch Дніпропетровська область Dnipropetrowska oblast; russisch Днепропетровская область Dnepropetrowskaja oblast) ist eine von 25 Verwaltungseinheiten (Oblast) der Ukraine im zentralen Osten des Landes. Sie hatte Anfang 2021 rund 3.142.000 Einwohner. Im Jahre 2019 wurde beschlossen, dass die Oblast in Oblast Sitscheslaw umbenannt werden soll, was bisher nicht umgesetzt wurde.

## Geographie

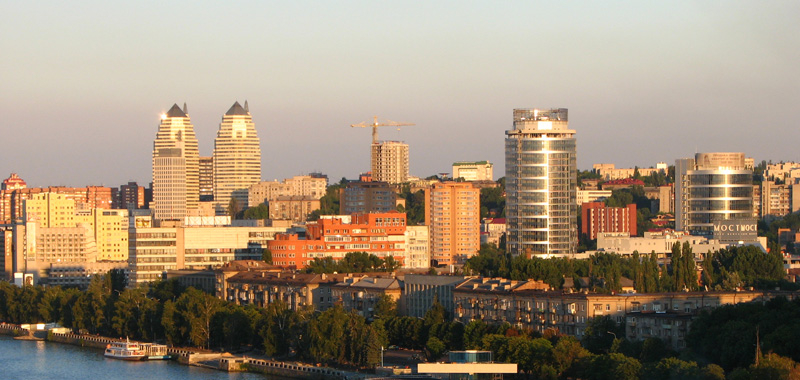
Die Gebietshauptstadt Dnipro

Das Gebiet liegt in der Osteuropäischen Ebene und besteht zum Teil aus Steppen. Der Dnepr durchfließt die Oblast vom Nordwesten direkt nach Dnipro und dann in südlicher Richtung in die Oblast Saporischschja. Die Oblast hat ein kontinentales Klima und sehr gute Böden, wodurch sie landwirtschaftlich sehr ertragreich ist.
Die Oblast grenzt im Norden an die Oblast Poltawa, im Nordosten an die Oblast Charkiw, im Osten an die Oblast Donezk, im Südosten an die Oblast Saporischschja, im Südwesten an die Oblast Cherson, im Westen auf einem kürzeren Abschnitt an die Oblast Mykolajiw sowie im Nordwesten an die Oblast Kirowohrad.

## Geschichte
Das Gebiet war in der Geschichte regelmäßig zwischen dem Russischen Reich, Österreich-Ungarn und dem Osmanischen Reich umstritten (siehe auch Geschichte der Ukraine).
Am 27. Februar 1932 wurde die Oblast im Zuge einer Verwaltungsreform aus den 1923 (Okrug Katerinoslaw) bzw. 1926 (Okrug Dnipropetrowsk) erschaffenen Okrugs gebildet. Bis 1923 lag das Gebiet der heutigen Oblast im seit 1802 bestehenden Gouvernement Jekaterinoslaw.
Die Grenzen der 1932 geschaffenen Oblast waren jedoch nicht mit den heutigen vergleichbar.
Im Jahr 1991 wurde die damals zur USSR bzw. UdSSR gehörende Oblast nach dem Referendum über die Unabhängigkeit der Ukraine Staatsgebiet der Ukraine. Das Referendum ergab, dass von den Wählern in der Oblast Dnipropetrowsk 7 % gegen und 90 % für die Unabhängigkeit der Ukraine von der Sowjetunion stimmten.

## Administrative Unterteilung
Seit der Rajonreform vom 18. Juli 2020 existieren in der Oblast Dnipropetrowsk folgende administrative Gliederungen:
- Administratives Zentrum – 1 (Dnipro)
- Rajone – 7 (verwaltet von Rajonräten, районна рада)
- Ortschaften – 1504, davon:
  - Dörfer – 1436 (zusammen mit ländlichen Siedlungen zusammengeschlossen in 288 Landratsgemeinden, сільська рада)
  - Siedlungen (ländliche) – 63
  - Siedlungen städtischen Typs – 45 (davon 40 verwaltet von Siedlungsräten, селищна рада)
  - Städte – 20 (verwaltet von Stadträten, міська рада)

### Rajone der Oblast Dnipropetrowsk

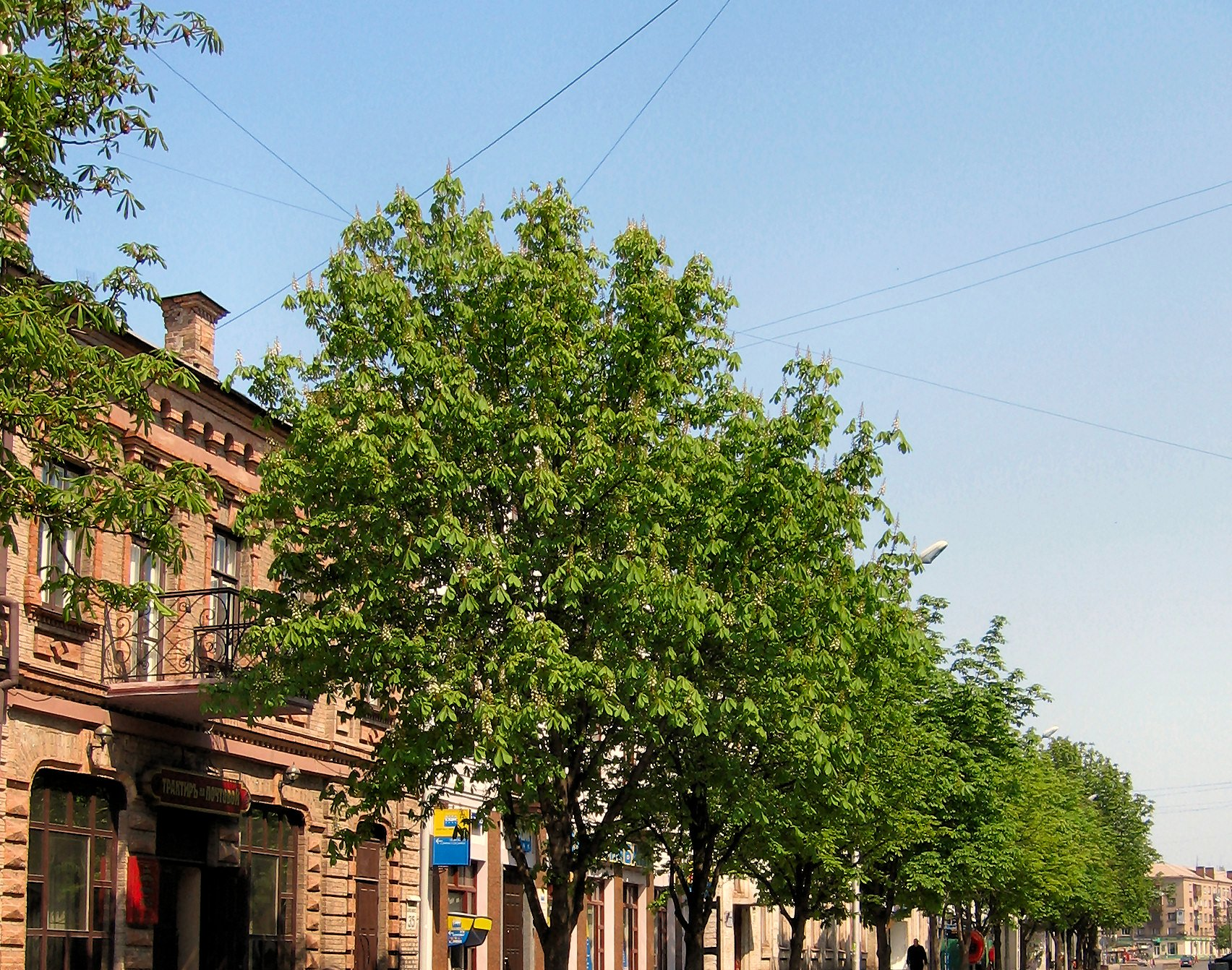
Karl-Marx-Prospekt in Krywyj Rih

| Rajon Dnipro       |
| Rajon Kamjanske    |
| Rajon Krywyj Rih   |
| Rajon Nikopol      |
| Rajon Nowomoskowsk |
| Rajon Pawlohrad    |
| Rajon Synelnykowe  |

### Größte Städte und Siedlungen
| Stadt (Russischer Name in Klammern falls abweichend)                                  | Ukrainischer Name | Russischer Name | Einwohner 1. Januar 2021 |
| ------------------------------------------------------------------------------------- | ----------------- | --------------- | ------------------------ |
| Dnipro (Dnepr)                                                                        | Дніпро            | Днепр           | 980.948                  |
| Krywyj Rih (Kriwoi Rog)                                                               | Кривий Ріг        | Кривой Рог      | 612.750                  |
| Kamjanske (Kamenskoje)                                                                | Кам’янське        | Каменское       | 229.794                  |
| Nikopol                                                                               | Нікополь          | Никополь        | 107.464                  |
| Pawlohrad (Pawlograd)                                                                 | Павлоград         | Павлоград       | 103.073                  |
| Nowomoskowsk                                                                          | Новомосковськ     | Новомосковск    | 070.230                  |
| Marhanez (Marganez)                                                                   | Марганець         | Марганец        | 045.718                  |
| Schowti Wody (Scholtyje Wody)                                                         | Жовті Води        | Жёлтые Воды     | 042.901                  |
| Pokrow                                                                                | Покров            | Покров          | 038.111                  |
| Synelnykowe (Sinelnikowo)                                                             | Синельникове      | Синельниково    | 030.021                  |
| Perschotrawensk                                                                       | Першотравенськ    | Першотравенск   | 027.573                  |
| Terniwka (Ternowka)                                                                   | Тернівка          | Терновка        | 027.305                  |
| Wilnohirsk (Wolnogorsk)                                                               | Вільногірськ      | Вольногорск     | 022.458                  |
| Pidhorodne (Podgorodnoje)                                                             | Підгородне        | Подгородное     | 019.336                  |
| Pjatychatky (Pjatichatki)                                                             | Пьятихатки        | Пятихатки       | 018.457                  |
| Werchnjodniprowsk (Werchnedneprowsk)                                                  | Верхньодніпровськ | Верхнеднепровск | 015.749                  |
| Sloboschanske (Sloboschanskoje)                                                       | Слобожанське      | Слобожанское    | 014.293                  |
| Apostolowe (Apostolowo)                                                               | Апостолове        | Апостолово      | 013.246                  |
| Selenodolsk                                                                           | Зеленодольськ     | Зеленодольск    | 012.874                  |
| Wassylkiwka (Wassilkowka)                                                             | Васильківка       | Васильковка     | 011.439                  |
| Werchiwzewe (Werchowzewo)                                                             | Верхівцеве        | Верховцево      | 010.081                  |
| Quellen: Ukrainisches Amt für Statistik, S. 13–15. und Sekundärquelle City Population |                   |                 |                          |

## Wirtschaft

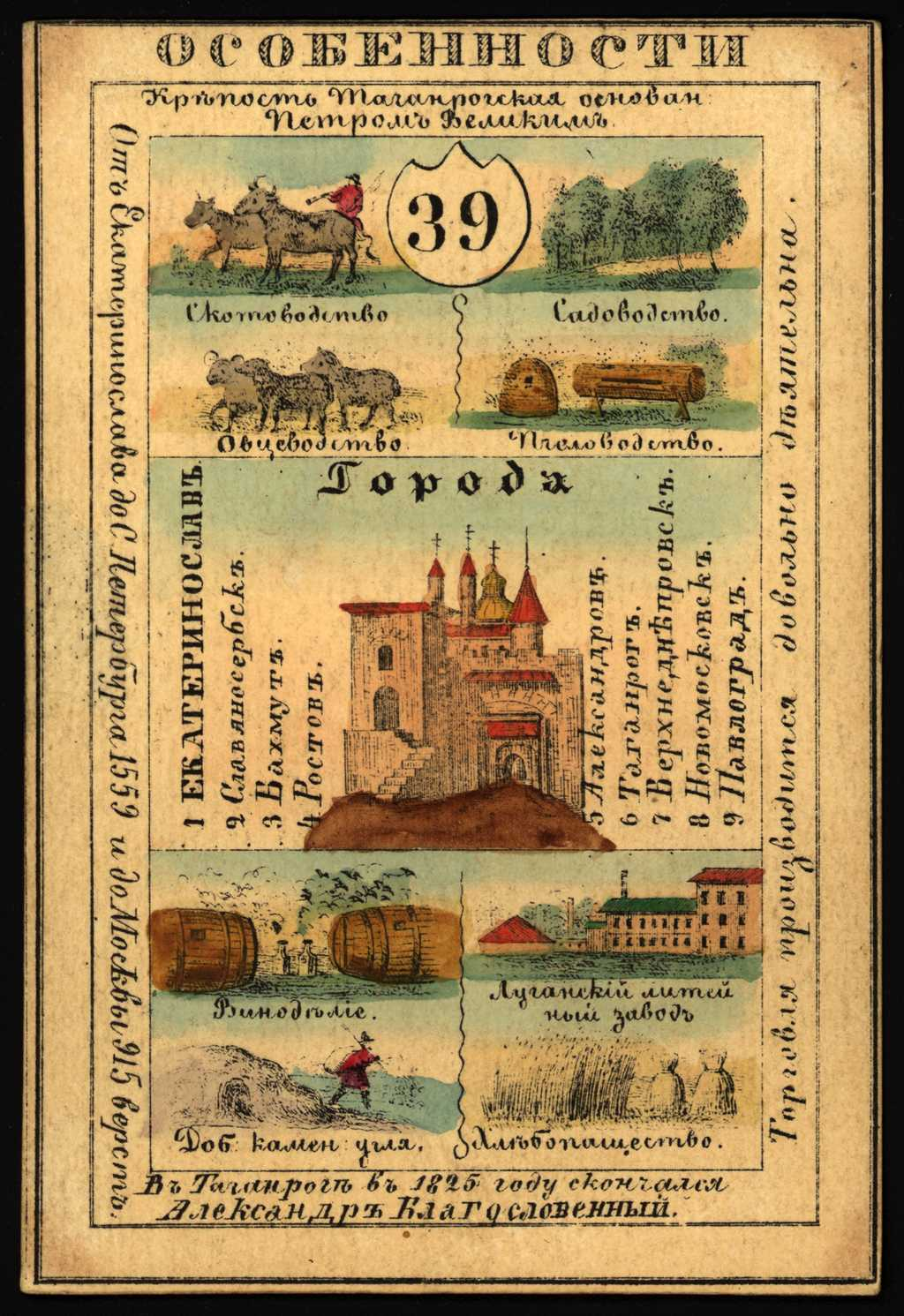
Eine russische Postkarte von 1856, welche die Geschichte, Wirtschaft, Geographie und die Kultur der damaligen Provinz Jekaterinoslaw darstellt

Die Oblast zählt zu den Industriegebieten der Ukraine. Etwa 17 % der gesamten ukrainischen Industrieproduktion und ein Achtel des BIP werden hier erwirtschaftet. Der wirtschaftliche Kern der Region beruht auf Bergbau und dem sogenannten Hüttenindustriekomplex, der 40 % der ukrainischen Produktion dieser Branche erwirtschaftet. 100 % des ukrainischen Manganerzes, 81 % des stimmt ukrainischen Eisenerzes, 19 % der Kohle und 12 % des ukrainischen Stickstoffdüngers werden hier abgebaut bzw. erzeugt. Außerdem wird hier europaweit das meiste Uran abgebaut.
Energieerzeuger in der Region stellen jährlich 12 Milliarden Kilowattstunden.
Daneben zählt die von Großbetrieben geprägte Landwirtschaft zu den Wirtschaftsfaktoren. Jährlich wurden hier 1,7 Millionen Tonnen Getreide, 618.000 Tonnen Sonnenblumen, 156.000 Tonnen Zuckerrüben und eine Million Tonnen Früchte und Gemüse angebaut.
Die Region ist wichtig für den ukrainischen Außenhandel. Deutschland ist einer der wichtigsten Handelspartner der Region.

### Rohstoffindustrie
In der Oblast werden 40 verschiedene Arten von Rohstoffen abgebaut, unter anderem große Eisenerzvorkommen (hauptsächlich im Krywbass und bei Dnipro), Buntmetalle, Uranvorkommen (hauptsächlich im Krywbass) und Braun-/Steinkohle abgebaut. Außerdem gibt es Vorkommen von anderen teils seltenen Mineralien wie Anduoit, Kaolin, Rutil und Zirkon.

### Schwerindustrie
Die gute wirtschaftliche Entwicklung der Schwerindustrie in der Region basiert auf den bedeutenden Rohstoffvorkommen und der Verkehrsanbindung. Reichhaltige und leicht zugängliche Vorkommen von Eisenerz in der Krywbass-Region, die schon im Zarenreich mit Hilfe ausländischer Investitionen erschlossen wurden, und die relative Nähe zur Donbass-Region mit ihren reichen Kohlevorkommen sowie der Anschluss an die Eisenbahn sorgten seit etwa 1890 für wirtschaftliche Prosperität. 1905 wurde der Dnjepr für die Schifffahrt erschlossen. In sowjetischer Zeit wurden weitere große Metallurgiekomplexe gegründet. Die bedeutendsten Metallurgiekombinate sind heute KrywoRischStal, Severny GOK, Mittal Steel, DMK und Marhanez GOK. Außerdem ist die Interpipe-Group hier beheimatet.

### Maschinenbau
Mitte der 1940er-Jahre wurde hier ein gigantischer Industriekomplex gebaut. Heute ist die Oblast führend im Maschinenbau der Ukraine, sie war zuletzt mit etwas mehr als zehn Prozent an der gesamten ukrainischen Produktion beteiligt. Der Maschinenbau in der Region hat sich vor allem auf die Herstellung von elektrotechnischen Anlagen, Landwirtschaftsfahrzeugen und Bahntechnik fokussiert. Die größten Maschinenbauer der Region sind Dniprowaschmasch (Anlagen für Walzwerke), Piwdenmasch (Traktoren, Haushaltsgeräte und Weltraumtechnik) und Prodmasch.

### Elektrizitätswirtschaft
Die Elektrizitätswirtschaft der Region basiert hauptsächlich auf den reichen Vorkommen von Braun- und Steinkohle. Die Wärmekraftwerke „Pridniprowskaja“ und „Kriworischskaja“ erzeugen zusammen 4700 Megawatt Strom. Daneben gibt es ein bedeutendes Wasserkraftwerk am Kamjansker Stausee. Die Region erzeugt ca. 8 % des landesweit erzeugten Stroms, womit sie bei der Stromerzeugung den zweiten Platz unter den Regionen einnimmt.

### Chemische Industrie
Die Palette reicht von Lacken und Düngemittel über Farben bis hin zu Reifen. In Dnipro ist unter anderem auch Dnjeproschina, der in Europa größte Produzent von Reifen, beheimatet. 40 % der Chemieproduktion wird ins Ausland verkauft.

### Außenhandel
| Jahr | Außenhandelsumsatz mit Waren und Dienstleistungen in Milliarden USD | Ausfuhr der Waren und Dienstleistungen in Millionen USD |
| ---- | ------------------------------------------------------------------- | ------------------------------------------------------- |
| 2007 | 15,7                                                                | 10,1                                                    |
| 2006 | 11,1                                                                | 07,2                                                    |
| 2005 | 9,                                                                  | 06,1                                                    |
| 2004 | 07,7                                                                | 05,4                                                    |
| 2003 | 05,6                                                                | 03,7                                                    |
| 2002 | 4,                                                                  | 02,9                                                    |
| 2001 | 03,8                                                                | 02,8                                                    |
| 2000 | 03,9                                                                | 02,9                                                    |

### Industrieproduktion
In fünf Jahren hat sich die Industrieproduktion von 37.330 Mio. UAH im Jahr 2003 auf 101.980 Mio. UAH im Jahr 2007 fast verdreifacht.
| Jahr | Industrieproduktion (in Mio. UAH) |
| ---- | --------------------------------- |
| 2007 | 101.980                           |
| 2006 | 076.105                           |
| 2005 | 063.732                           |
| 2004 | 051.175                           |
| 2003 | 037.330                           |

In sowjetischer Zeit war Dnipropetrowsk eine geschlossene Stadt, da sie eines der Zentren der sowjetischen Raumfahrt- und Rüstungsindustrie war und für die Ukraine bis heute ist.

### Ausländische Investitionen
Investitionen aus Deutschland stellen etwa ein Drittel der gesamten Auslandsinvestitionen in der Region und das Handelsvolumen mit Deutschland erhöhte sich in den ersten neun Monaten des Jahres 2007 um 37 %.
| Jahr | Umfang der direkten ausländischen Investitionen per capita (in Mio. USD) | Zuwachs der Umfängen von fremden Investitionen zum jeweils nächsten Jahr (in Mio. USD) |
| ---- | ------------------------------------------------------------------------ | -------------------------------------------------------------------------------------- |
| 2008 | 2924,2                                                                   |                                                                                        |
| 2007 | 2361,3                                                                   | + 562,9                                                                                |
| 2006 | 1740,5                                                                   | +513,2                                                                                 |
| 2005 | 0778,6                                                                   | +665,3 (und +711,3)                                                                    |
| 2004 | 0598,4                                                                   | +180,2                                                                                 |

## Demographie
Die Einwohnerzahl beträgt (Stand 2014) 3.292.400 und stellt damit 5,3 % der gesamten ukrainischen Bevölkerung. Laut Volkszählung von 2001 verteilen sich die ethnischen Gruppen in der Oblast Dnipropetrowsk wie in der folgenden Tabelle.
| Nationalität    | Einwohner | 1989 (%) | 2001 (%) | Veränderung (%) |
| --------------- | --------- | -------- | -------- | --------------- |
| Ukrainer        | 2.825.800 | 71,60    | 79,30    | 00+2,0 %        |
| Russen          | 0.627.500 | 24,20    | 17,60    | 0−32,9 %        |
| Belarussen      | 0.029.500 | 1,3      | 0,8      | 0−40,4 %        |
| Juden           | 0.013.700 | 1,3      | 0,4      | 0−72,5 %        |
| Armenier        | 0.010.600 | 0,1      | 0,3      | +200 %,0        |
| Aserbaidschaner | 0.005.600 | 0,2      | 0,2      | 00−6,1 %        |
| Moldauer        | 0.004.400 | 00,17    | 00,12    | 0−33,7 %        |
| Roma            | 0.004.100 | 00,11    | 00,11    | 00+0,1 %        |
| Tataren         | 0.003.800 | 00,15    | 00,11    | −32 %,          |
| Deutsche        | 0.003.800 | 00,17    | 00,11    | −41 %,          |
| Georgier        | 0.002.800 | 00,05    | 00,08    | +40 %,          |
| Bulgaren        | 0.002.300 | 00,07    | 00,06    | 0−17,2 %        |
| Koreaner        | 0.001.400 | 00,03    | 00,04    | 0+13,6 %        |
| Usbeken         | 0.001.400 | 00,04    | 00,04    | 0−21,1 %        |
| Griechen        | 0.001.100 | 00,04    | 00,03    | 0−24,7 %        |
| Andere          | 0.015.600 | 0,4      | 0,5      | 0−22,0 %        |

| Muttersprache   | 2001 (%) |
| --------------- | -------- |
| Ukrainisch      | 67,0     |
| Russisch        | 32,0     |
| Andere Sprachen | 01,0     |

| Jahr      | 1989      | 1990      | 1995      | 1998      | 2001      | 2005      | 2008      | 2012      | 2014      | 2021      |
| --------- | --------- | --------- | --------- | --------- | --------- | --------- | --------- | --------- | --------- | --------- |
| Einwohner | 3.881.200 | 3.899.400 | 3.888.800 | 3.758.700 | 3.612.600 | 3.476.176 | 3.398.398 | 3.320.299 | 3.292.400 | 3.142.035 |